# Daisy Door
Daisy Door, de son vrai nom Evelyn van Ophuisen, aujourd'hui Ericson (née le 30 janvier 1944 à Duisbourg) est une chanteuse allemande de schlager.

## Biographie
Elle chante enfant à la radio de Cologne. Elle sort ses premiers titres avec sa sœur Liane sous le nom de "Li & Ev(e)" puis en solo. Plus tard, elle devient choriste de Botho-Lucas-Chor.
Pour sa carrière solo, elle choisit le nom de scène de Daisy Door en référence à Doris Day. En 1971, elle chante Du lebst in Deiner Welt (Highlights Of My Dreams), une chanson écrite et produite par Peter Thomas, puis Als die Blumen Trauer trugen, le générique de la série télévisée Der Kommissar, qui est attribuée à l'actrice Sylvia Lukan.

## Discographie

### Li & Eve
- 1964: Bestell ein Taxi, EMI Electrola 22 747
- 1965: Oh, Mama Mia Mutti, EMI Electrola E 23 036
- 1965: Darling, don't go, EMI Electrola E 23 097

### Eve
- 1965: Du bist für mich wie der Sonnenschein, EMI Electrola E 23 117

### Li & Ev
- 1966: Ben Sidih braucht Soldaten, EMI Electrola E 23 217
- 1966: Dann kam die Liebe, EMI Electrola E 23 368

### Daisy Door
- 1967: Curry, EMI Electrola E 23 461
- 1968: Mein Herz hat geschlossen, Vogue DV 14699
- 1969: Im Mondschein ist alles anders, Vogue DV 84989
- 1970: Mister Happiness, Vogue DV 11075
- 1971: Schulmädchen, Ariola 10 337 AT
- 1971: Du lebst in deiner Welt, Ariola 10 843 AT
- 1971: Pop Corn
- 1972: Komm und wir sind frei, Ariola 12 039 AT
- 1972: The bigger step you take, Ariola 12 210 XT
- 1972: Liebe fragt nicht nach Millionen, Ariola 12313 AT
- 1973: Straße der Vergangenheit, Ariola 12 711 AT
- 1973: Mein Paradies im Sonnenschein, Ariola 13 306 AT
- 1974: Komm in mein Haus, Telefunken 6.12181
- 1975: Im Wald da sind die Räuber, Ariola 16160